# Emilio De Fabris
Pour les articles homonymes, voir Fabris.
Emilio De Fabris (né le 28 octobre 1807 à Florence et mort le 3 juin 1883  dans la même ville) est un architecte italien surtout connu pour sa conception de la façade ouest de Santa Maria del Fiore à Florence.

## Biographie
Emilio De Fabris est né à Florence. Initialement, il a étudié à l'Académie des beaux-arts de Florence, puis se rendit à Rome, où il connaît l'archéologue Antonio Nibby et à Venise où il a rencontré l'historien et critique d'art Pietro Selvatico.
En 1857-1860, contribua à la conception, aux côtés de Michelangelo Maiorfi (it), du palais de la Bourse à Florence.
Il a été professeur à l'Académie des beaux-arts Florentine et d'architecture à l'Opera di Santa Croce.
En 1867 il remporte le concours pour la réalisation de la façade de Santa Maria del Fiore, qui a été construite entre 1880 et 1887. Néanmoins le projet définitif a subi de nombreuses modifications sous l'impulsion de la commission consultative et Pietro Selvatico.
Mort en 1883, Emilio De Fabris ne vit pas l'œuvre finale et les travaux furent poursuivis par Luigi Del Moro (it).
Un buste en marbre d'Emilio De Fabris est visible au début de la nef de gauche de la cathédrale œuvre du sculpteur Vincenzo Consani (en).
Le fondo De Fabris se trouve près de la Biblioteca des beaux-arts de Florence.

## Œuvres
Florence
- Projet de la façade de Santa Maria del Fiore,
- gallerie (1882) du Museo dell'Accademia
- restructuration de la partie finale du Salle des Cinq-Cents vers l « Udienza » (1874)
- agrandissement de la paggeria du Parc de Pratolino
- restauration de Palazzo Giugni (it) (1871).
- projet pour la construction de la barrière de l'Arno au Cascine (1859-1861), (non réalisé).

Hors Florence
- palais Communal de Pian di Scò (1873),
- cimetière monumental de Città di Castello
- Sanctuaire de Canoscio.

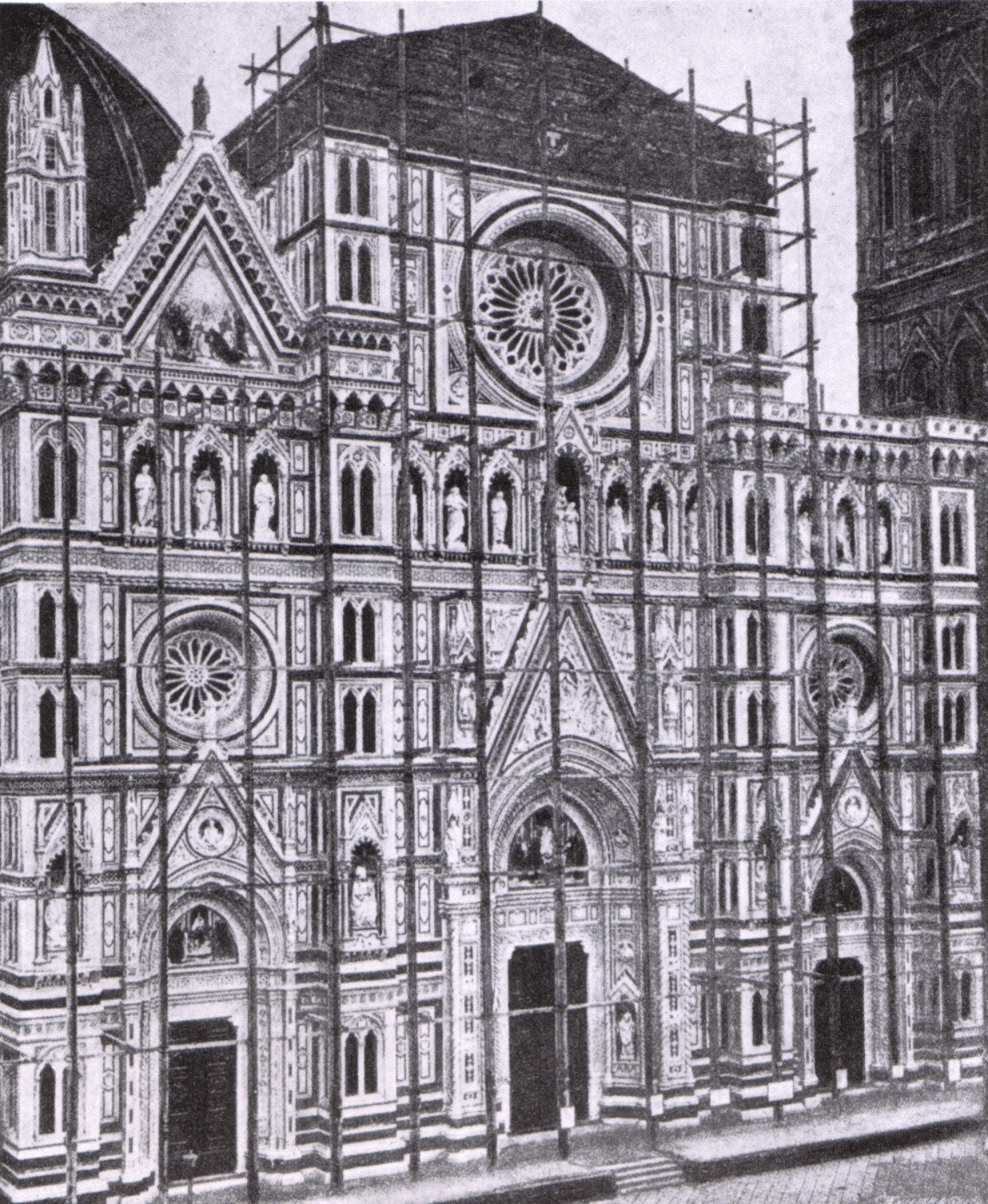
Une image de la façade en construction de Santa Maria del Fiore, Florence.
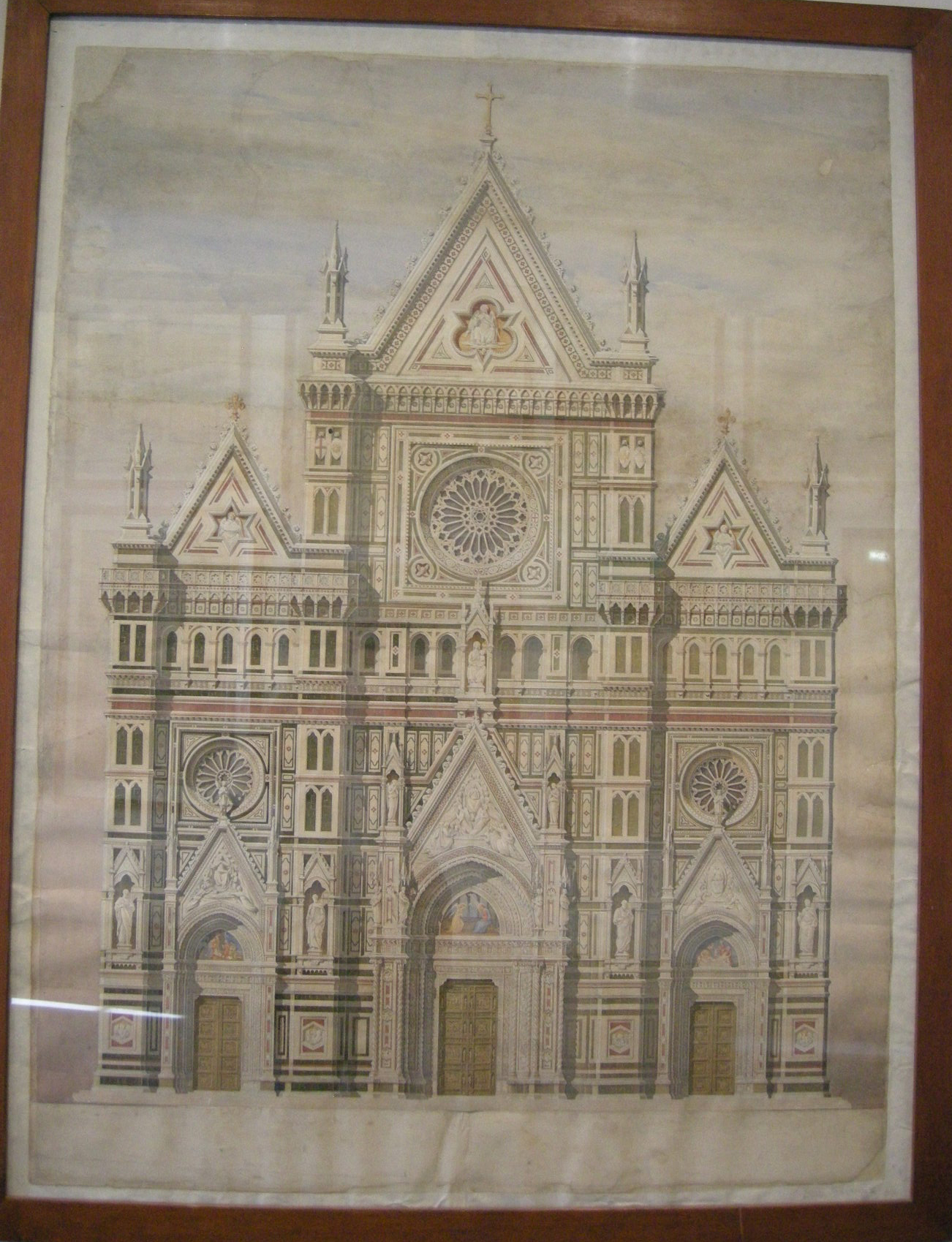
Premier projet pour Santa Maria del Fiore
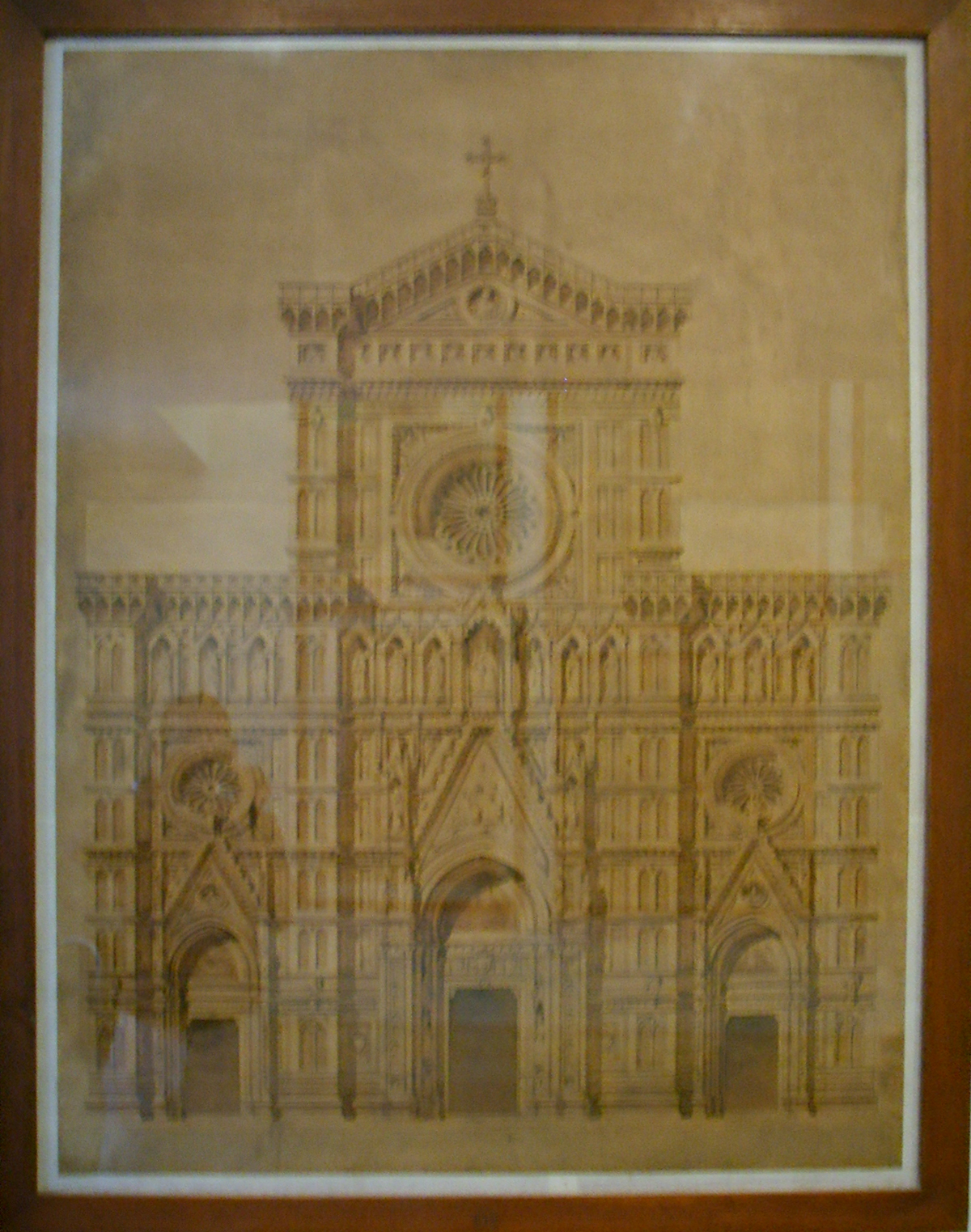
Second projet pour Santa Maria del Fiore
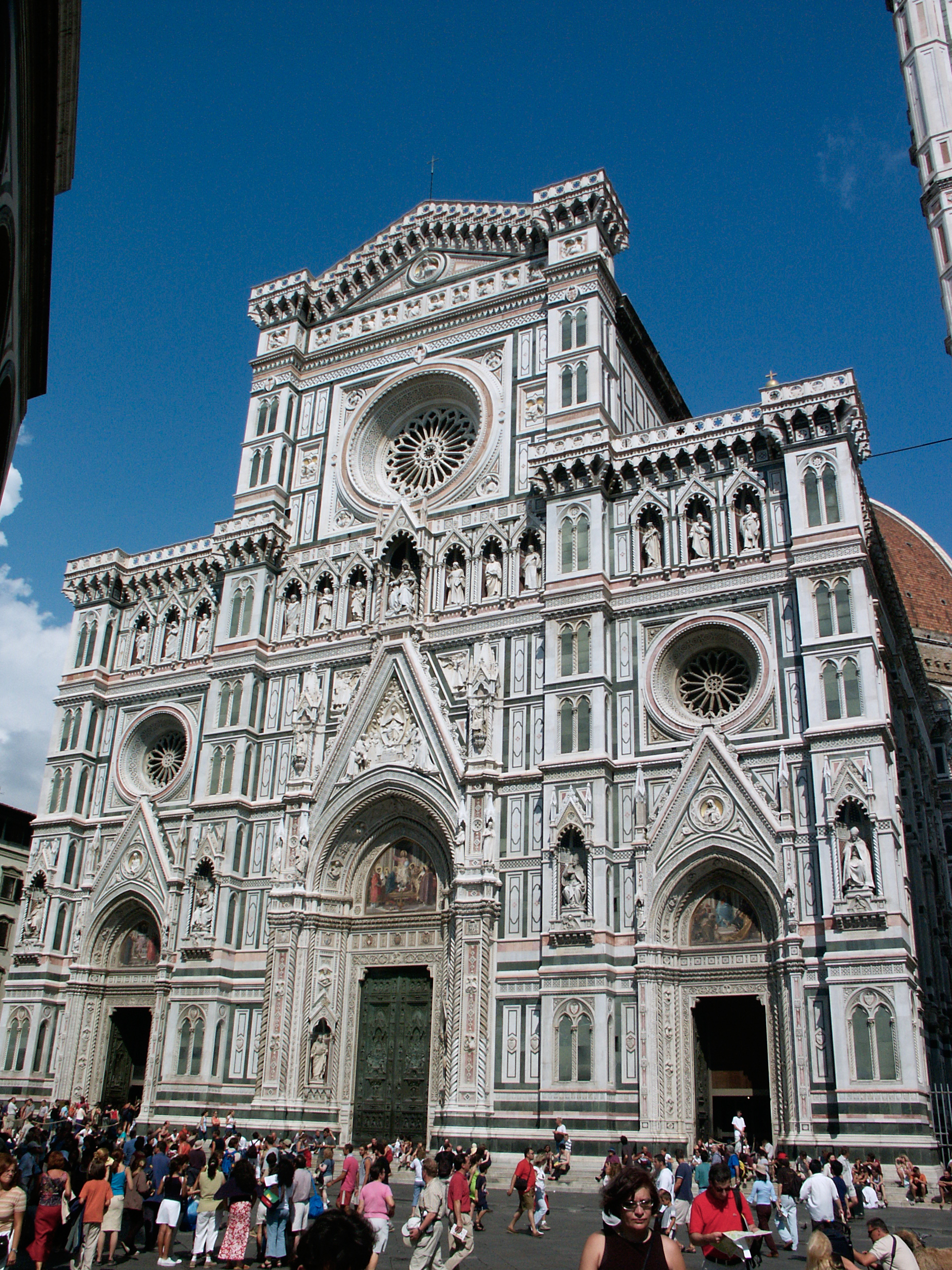
La façade actuelle de Santa Maria del Fiore

## Source de la traduction
- (it) Cet article est partiellement ou en totalité issu de l’article de Wikipédia en italien intitulé « Emilio De Fabris » (voir la liste des auteurs).